# Andrea Dal Col
Andrea Dal Col, né le 30 avril 1991 à Conegliano (Vénétie), est un coureur cycliste italien.

## Palmarès

### Coureur amateur
- 2009
  - 2e du championnat d'Italie du contre-la-montre juniors
- 2010
  - Coppa Sant'Anna
  - 2e de la Medaglia d'Oro Nino Ronco
- 2011
  - Vicence-Bionde
  - Circuito del Termen
  - Mémorial Benfenati
  - 3e du Trophée Lampre
- 2012
  - Gran Premio Rinascita
  - Gran Premio San Bernardino
  - 2eb étape du Girobio (contre-la-montre)
  - Trofeo Mechanic System
  - Mémorial Denis Zanette
  - Circuito Città di San Donà
  - Gran Premio Fiera del Riso
  - Gran Premio Sannazzaro
  - 2e du Mémorial Polese
  - 2e du Circuito di Sant'Urbano
  - 2e du Circuito dell'Assunta
  - 2e de la Targa Libero Ferrario
  - 2e du Gran Premio d'Autunno
  - 3e de Milan-Busseto
  - 3e du Circuito del Termen
  - 3e de Vicence-Bionde
  - 3e du Mémorial Carlo Valentini
- 2013
  - Notturna Piombino Dese
  - Coppa Quagliotti
  - Coppa Comune di Livraga
  - 3e de La Bolghera
  - 3e de la Coppa Ardigò

### Coureur professionnel
- 2014
  - 6e étape du Tour du Táchira (contre-la-montre)
- 2015
  - 5e étape du Tour de Rio

## Classements mondiaux
| Année            | 2012 | 2013 | 2014  |
| ---------------- | ---- | ---- | ----- |
| UCI America Tour |      |      | 244e  |
| UCI Europe Tour  | 903e |      | 1057e |